# Farm Frites
Farm Frites er en nederlandsk producent af frosne kartoffelprodukter, især pommes frites. Den blev etableret i 1971 af landmand Gerrit de Bruijne i Oudenhoorn, Nissewaard. De forarbejder årligt 1,2 mio. ton kartofler til 600.000 ton forarbejdede produkter. De har ca. 1.700 ansatte i 45 lande og omsætter for 350 mio. euro.